# Gante-Wevelgem 1979
La Gante-Wevelgem 1979 fue la 41.ª edición de la carrera ciclista Gante-Wevelgem y se disputó el 4 de abril de 1979 sobre una distancia de 252 km.  
El italiano Francesco Moser (Sanson-Luxor TV) se impuso en la prueba ante sus cuatro compañeros de fuga. El belga Roger De Vlaeminck y el holandés Jan Raas fueron segundo y tercero respectivamente.

## Clasificación final
| Posición | Ciclista           | Equipo                    | Tiempo   |
| -------- | ------------------ | ------------------------- | -------- |
| 1        | Francesco Moser    | Sanson-Luxor TV           | 5h48'00" |
| 2        | Roger De Vlaeminck | Gis Gelati                | m.t.     |
| 3        | Jan Raas           | TI-Raleigh-McGregor       | m.t.     |
| 4        | Marc Demeyer       | Flandria-Ça va seul       | m.t.     |
| 5        | Henk Lubberding    | TI-Raleigh-McGregor       | m.t.     |
| 6        | Daniel Willems     | IJsboerke-Warncke Eis     | a 31"    |
| 7        | Willy Teirlinck    | KAS-Campagnolo            | m.t.     |
| 8        | Bernard Hinault    | Renault-Gitane            | m.t.     |
| 9        | Fons van Katwijk   | Marc Zeepcentrale-Superia | m.t.     |
| 10       | Hennie Kuiper      | Peugeot-Esso-Michelin     | m.t.     |